# Cườm khô

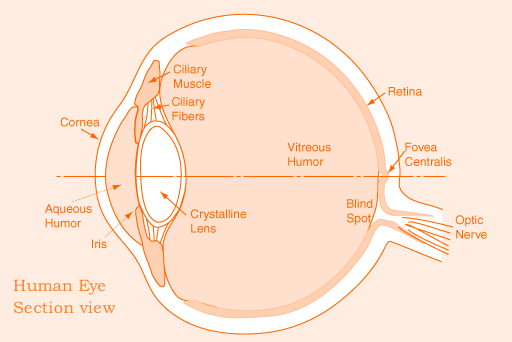
Thành phần bên trong mắt. Crystalline Lens: thủy tinh thể

Cườm khô của thủy tinh thể trong mắt là hiện trạng thủy tinh thể bị đục làm kém thị giác.

## Nguyên nhân
Cườm thường do nhiều yếu tố khác nhau gây ra, nhưng đa số là do lớn tuổi. 
- Lớn tuổi: Khoảng 50% người tuổi 65-74 và 70% người tuổi trên 75 bị cườm
- Tia sáng cực tím: Nếu mắt bị chói lâu có thể tạo cườm
- Do bệnh khác tạo nên: Điển hình là bệnh Đái tháo đường
- Bệnh bẩm sinh
- Tai nạn vào mắt
- Phơi nhiễm phóng xạ

## Triệu chứng
- Thị giác bị mờ hay tối lại
- Ban đêm mắt không thấy rõ
- Bị chói khi quá sáng
- Nhìn thấy hào quang chung quang đèn
- Phải thay kính mắt nhiều lần
- Có cảm tưởng màu sắc đồ vật bị ố hay vàng đi
- Đôi khi nhìn một vật thành hai (bằng một mắt)

## Phân loại
Cườm có nhiều dạng: nặng hay nhẹ, cứng hay mềm, thay đổi nhanh hay chậm, toàn bộ thủy tinh thể hay chỉ một phần.
Có ba dạng cườm chính - phân định theo phần nào của thủy tinh thể bị ảnh hưởng :
- Lõi (Nuclear). Chất đặc trong lõi thủy tinh thể bị đục và từ từ cứng lại, thay đổi độ hội tụ của mắt. Đôi khi trong một thời gian ngắn có thể làm nhãn quan khá ra và nhiều người khỏi đeo kính khi đọc sách. Nhưng sau đó lõi tiếp tục bị đục mờ nhiều hơn, ố thành màu vàng, xanh rồi nâu. Bệnh nhân khó phân biệt hình vật khi gần tối.
- Vỏ (Cortical). Bắt đầu như một vệt trắng, cườm ăn lan theo lớp màng bọc hủy tinh thể từ ngoài rìa vào trung tâm và gây rối loạn cho ánh sáng đi qua thủy tinh thể. Thị giác xa và gần đều bị giảm, đôi khi hình ảnh bị bóp méo. Bệnh nhân hay bị chói mắt và khó phân biệt sáng tối.
- Dưới vỏ (Subcapsular). Loại cườm này mọc khu phía sau thủy tinh thể, dưới lớp màng bọc, và thường nằm trên trục thị giác chắn hoặc làm rối loạn tia sáng đi vào võng mạc. Bệnh nhân đọc sách không rõ chữ, hay bị chói và khi tối thường thấy hào quang chung quanh những điểm sáng.

## Những chứng bệnh liên hệ
- Rối loạn Chromosom

- Hội chứng Alport
- hội chứng Cri-du-chat
- hội chứng Conradi
- Myotonia dystrophica
- hội chứng Patau
- hội chứng Schmid-Fraccaro
- hội chứng Edward's (Trisomy 18)
- hội chứng Turner's

- Bệnh Da liễu

- Atopic dermatitis
- Basal-cell nevus syndrome
- Ichthyosis
- Pemphigus

- Chuyển hóa và Dinh dưỡng

- Aminoaciduria (Lowe's syndrome)
- Đái tháo đường
- Fabry's disease
- Galactosemia
- Homocystinuria
- Tăng ứ Vitamin D
- Hyperparathryroidism
- Suy giáp trạng
- Mucopolysaccharidoses
- Wilson's disease

- Bệnh truyền nhiễm

- Bẩm sinh

- Congential herpes simplex
- Congenital syphilis
- Cytomegalic inclusion disease
- Rubella

- Nhiễm trùng

- Cysticercosis
- Leprosy
- Onchocerciasis
- Toxoplasmosis

- Thuốc hay độc tố

- Corticosteroids
- Haloperidol
- Miotics
- Triparanol